# K2-72
K2-72 è una stella nana rossa distante circa 228 anni luce dal sistema solare, visibile come un oggetto di magnitudine 15 nella costellazione dell'Aquario. Nel 2016, nell'ambito della seconda parte della missione Kepler, sono stati scoperti quattro pianeti orbitare attorno alla stella, di cui uno, K2-72 e, situato nella zona abitabile del sistema.

## Caratteristiche
K2-72 è una piccola nana rossa di classe M meno massiccia e più fredda del Sole. La sua massa e il suo raggio sono rispettivamente il 22% e il 23% di quello della nostra stella, mentre la sua temperatura superficiale è attorno ai 3500 K. 
Data la sua debole luminosità, non è visibile a occhio nudo o con piccoli telescopi, ma solo con telescopi professionali o amatoriali di almeno 250 mm di diametro.

## Sistema planetario
I quattro pianeti orbitano piuttosto vicini alla propria stella, e probabilmente sono in rotazione sincrona, volgendo quindi sempre lo stesso emisfero verso la stella; inoltre sono tutti di dimensione inferiore al nostro pianeta, anche se la massa non è al momento nota. Il quarto pianeta, e forse anche il terzo, si trovano dentro la zona abitabile, e nonostante siano in blocco mareale potrebbero avere parte della superficie con le condizioni giuste per avere acqua liquida in superficie, come lungo la zona intermedia perennemente in penombra. L'indice di similarità terrestre del quarto pianeta è relativamente alto, di 0,82, che ne fa l'ottavo pianeta con l'ESI più alto al momento della scoperta.
I due pianeti più interni ricevono invece una quantità di radiazione rispettivamente di 8,5 e 5,4 volte quella terrestre, e risultano quindi troppo caldi per essere potenzialmente abitabili.

### Prospetto sul sistema[5]
| Pianeta | Massa | Raggio       | Periodo orb.  | Sem. maggiore | Scoperta |
| ------- | ----- | ------------ | ------------- | ------------- | -------- |
| b       | —     | 1,08±0,11 r⊕ | 5,577 giorni  | 0,04 UA       | 2016     |
| d       | —     | 1,01±0,12 r⊕ | 7,76 giorni   | 0,05 UA       | 2016     |
| c       | —     | 1,16±0,13 r⊕ | 15,187 giorni | 0,078 UA      | 2016     |
| e       | —     | 1,29±0,13 r⊕ | 24,167 giorni | 0,106 UA      | 2016     |